# Philippus und Nikolaus (Weliki Nowgorod)

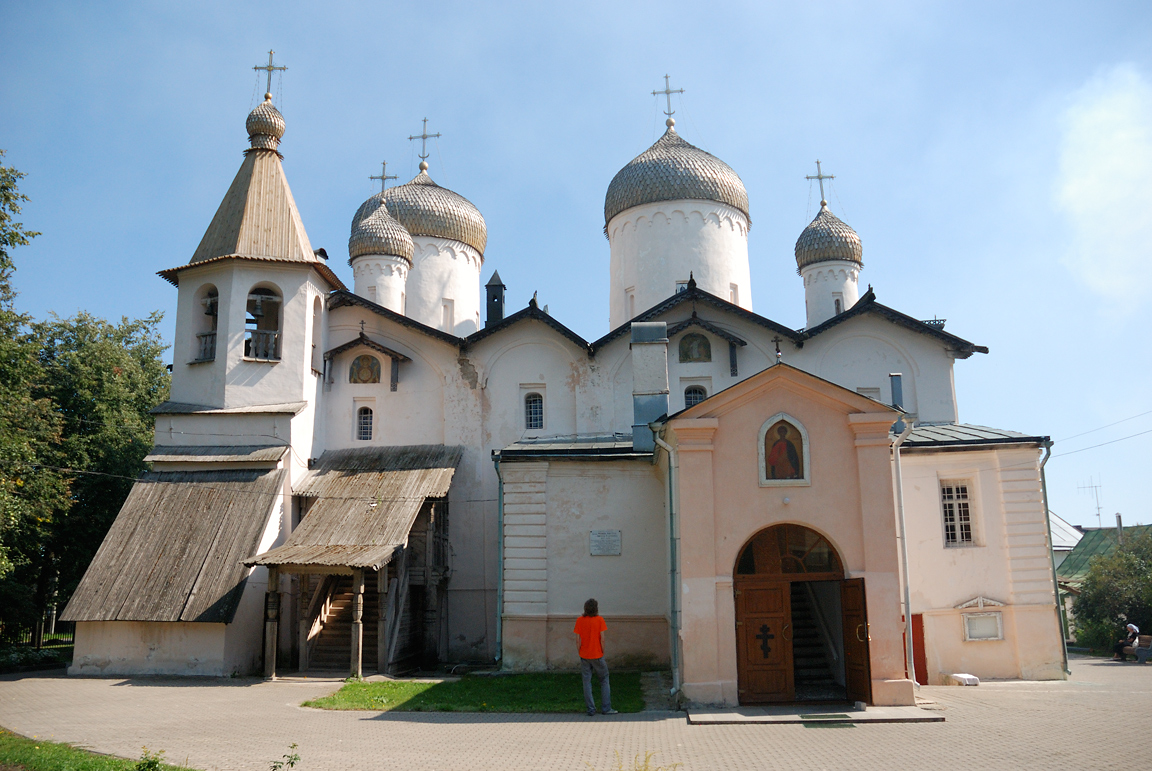
St. Philippus- und Nikolauskirche

Die Kirche des Apostels Philippus und des Wundertäters Nikolaus (russisch Це́рковь апо́стола Фили́ппа и Никола́я Чудотво́рца) ist eine Doppelkirche in Weliki Nowgorod in Russland.

## Architektur
Das Ensemble besteht aus der Philippuskirche und der nördlich direkt daran angebauten Nikolauskirche. Ein gemeinsamer Glockenturm ist westlich vorgebaut.

## Geschichte
Für 1194 wurde eine hölzerne Kirche erwähnt. 1383 wurde an deren Stelle eine steinerne Philippuskirche errichtet, mit einer kleinen nördlich anschließenden Kapelle. 1527 wurden dort zwei neue zweigeschossige Kirchen gebaut, die von zwei verschiedenen Gemeinden genutzt wurden, eine von Nowgoroder Bojaren, die andere von der anwohnenden Bevölkerung. 1608 wurden die Gemeinden zusammengelegt. 1659/60 wurde die Nikolauskirche auf drei Geschosse erweitert. Im 18. Jahrhundert wurde sie wieder auf zwei Etagen verringert und zu einer Kapelle herabgestuft, 1898 wurde sie abgerissen.
Nach 1945 war die Philippuskirche einige Jahrzehnte die einzige genutzte Kirche in Nowgorod. In den 1960er und 1970er Jahren fanden bauhistorische und archäologische Untersuchungen auf dem Gelände statt. 1977 bis 1978 konnte nach langjährigen Bemühungen die Nikolauskirche wieder im historischen Stil rekonstruiert werden. Die Kirchen werden heute von einer russisch-orthodoxen Kirchengemeinde genutzt.